# Гол из одскока (рагби 13)
Гол из одскока или Дроп гол је један од четири начина поентирања у рагбију 13 и вреди 1 поен.
Вредновање гола из одскока се мењало кроз историју рагбија 13. Од настанка ове полетне игре, у северним грофовијама Енглеске до 1897. дроп гол је вредео 4 поена. Од 1897. до 1971. гол из одскока је вредео 2 поена, а од тада до данас само 1 поен.
Гол из одскока је технички захтеван, јер рагби фудбалер под притиском агресивне противничке одбране, треба да испусти јајасту рагби лопту, да се она одбије од земље, а затим да је распали што прецизније копачком у правцу гола.

## Видео снимци
Најлепши голови из одскока у новијој историји рагбија 13.
[]